# Conflicto oromo
El conflicto oromo es un conflicto armado entre el Frente de Liberación de Oromo (OLF) y el gobierno etíope. El Frente de Liberación Oromo se formó para luchar contra el Imperio etíope para liberar al pueblo Oromo y establecer el estado independiente de Oromía. El conflicto comenzó en 1973, cuando los nacionalistas oromo establecieron el OLF y su brazo armado, el Ejército de Liberación Oromo (OLA). Bajo el régimen de Haile Selassie, se prohibió el uso de la lengua oromo en la educación y en asuntos administrativos. La cultura amhara dominó a lo largo de las eras de gobierno militar y monárquico. Tanto el gobierno de Haile Selassie como el de Derg trasladaron numerosos amharas al sur de Etiopía, incluida la actual región de Oromía, donde sirvieron en la administración gubernamental, los tribunales, la iglesia y la escuela, donde los textos oromos fueron eliminados y reemplazados por amáricos. Las élites abisinias percibieron la identidad y los idiomas oromos como obstáculos para la expansión de la identidad nacional etíope. Hasta 1991, los amhara dominaron la política en Etiopía.

## Antecedentes
La gente oromo es un grupo étnico que habita predominantemente Oromía y Etiopía, junto con comunidades en las vecinas Kenia y Somalia. Son el grupo étnico más grande y más amplio de Etiopía y el Cuerno de África; según un censo de 2007, constituyen aproximadamente el 34,5% de la población de Etiopía, y otros estiman que constituyen aproximadamente el 40% de la población.
Los oromos permanecieron independientes hasta la última década del siglo XIX, cuando fueron colonizados por Abisinia. Bajo el gobierno de Haile Selassie, el idioma oromo fue prohibido y los hablantes fueron objeto de burla privada y pública, para ayudar a que la cultura y el idioma amhara dominaran al pueblo oromo.
En 1967, el régimen imperial de Haile Selassie prohibió la Asociación de Autoayuda Mecha y Tulama (MTSHA), un movimiento social oromo, y llevó a cabo detenciones y ejecuciones masivas de sus miembros. El líder del grupo, el coronel general Tadesse Birru, que era un destacado oficial militar, se encontraba entre los detenidos. Las acciones del régimen provocaron indignación entre la comunidad oromo, lo que finalmente condujo a la formación del OLF en 1973.

## Cronología

### 1970-1980
En 1974, el ejército etíope derrocó al régimen imperial y tomó el control del país. El nuevo régimen de Derg arrestó rápidamente a los líderes oromos; Posteriormente, la OLF se formó durante una conferencia secreta a la que asistieron líderes oromos, incluidos Hussein Sora y Elemo Qiltu. Un grupo de combatientes oromos armados en las montañas Chercher fueron adoptados como el brazo armado de la OLF. La OLA incrementó sus actividades en las montañas Chercher, lo que llevó al régimen etíope a enviar a sus militares a la región para sofocar la insurrección.
En junio de 1974, el general Tadesse Birru, un nacionalista oromo que había sido arrestado por el régimen imperial en 1966 junto con otros oficiales militares de alto rango, escapó del arresto domiciliario y se unió a los rebeldes oromos liderados por Hailu Regassa en Shewa. Birru y Regassa fueron luego capturados y ejecutados por el régimen de Derg.
A finales de agosto de 1974, una unidad de OLA abandonó su bastión en las montañas Chercher y avanzó más cerca de Galamso, con la esperanza de que los cultivos cercanos completamente desarrollados pudieran esconderlos de los soldados etíopes mientras se dirigían hacia otras ciudades cercanas. Tres de los nuevos reclutas de la unidad no estaban acostumbrados a escalar largas distancias, por lo que pasaron la noche al pie de las montañas, mientras el resto de los soldados acampaban en la cima.
Cuando se envió a un soldado de la OLA para recuperar a los tres reclutas, se descubrió que habían sido asesinados por milicianos etíopes que habían seguido a la unidad hasta Tiro. Un gran grupo de policías y milicianos etíopes rodearon la posición de OLA en las montañas y los dos grupos opuestos comenzaron a intercambiar disparos. Más tarde llegó un grupo de soldados etíopes liderados por el general Getachew Shibeshi y comenzaron a bombardear la fortaleza con cohetes de mortero, matando a la mayoría de los miembros de la OLA, incluido Qiltu. El evento se conoció como la batalla de Tiro. Contingentes de la OLA continuaron luchando contra el régimen después de la batalla y más tarde obtuvieron una afluencia masiva de reclutas y voluntarios después de que el régimen de Derg ejecutara a Birru y Regassa.
En 1976, la OLF estableció un bastión en las montañas Chercher y comenzó a reorganizarse. Los líderes oromo crearon un congreso, que revisó el Programa Político de la OLF de 1973 y emitió un nuevo programa detallado. El programa pedía la "liberación total de la nación oromo del colonialismo etíope". La conferencia ahora se conoce como el Congreso de Fundación y marcó el comienzo del nacionalismo oromo moderno.

### 1980-1990
En la década de 1980, la OLF estimó que contaba con más de 10 000 soldados. Estaban mal equipados en comparación con otros grupos rebeldes en Etiopía en ese momento, como el Frente de Liberación del Pueblo de Eritrea (EPLF) y el Frente de Liberación del Pueblo de Tigray (TPLF). La OLF también abrió una oficina en Sudán en la década de 1980, después del cierre de su oficina en Somalia.
Durante la década de 1980, el gobierno de Etiopía fue acusado de utilizar tácticas de tierra arrasada, como incendiar pueblos enteros y masacrar a habitantes. El OLF también perdió a varios miembros prominentes debido a las emboscadas del gobierno y al fuego intenso; la secretaria general de la OLF en ese momento, Galassa Dilbo, casi muere en una de esas emboscadas.

### 1990-2000
A principios de la década de 1990, la República Popular Democrática de Etiopía comenzó a perder su control sobre Etiopía. El OLF no logró mantener fuertes alianzas con los otros dos grandes grupos rebeldes en ese momento; el Frente de Liberación del Pueblo de Eritrea (EPLF) y el Frente de Liberación del Pueblo de Tigray (TPLF). En 1990, el TPLF creó una organización paraguas para varios grupos rebeldes en Etiopía, el Frente Democrático Revolucionario del Pueblo Etíope (EPRDF). El subordinado Oromo del EPRDF, la Organización Democrática Popular Oromo (OPDO) fue visto como un intento de reemplazo del OLF.
En 1991, el EPRDF tomó el poder y estableció un gobierno de transición. El EPRDF y el OLF se comprometieron a trabajar juntos en el nuevo gobierno; sin embargo, en gran medida no pudieron cooperar, ya que el OLF vio al OPDO como una estratagema del EPRDF para limitar su influencia. En 1992, la OLF anunció que se retiraba del gobierno de transición debido al "hostigamiento y [los] asesinatos de sus miembros". En respuesta, el EPRDF envió soldados para destruir los campos de OLA. A pesar de las victorias iniciales contra el EPRDF, el OLF finalmente se vio abrumado por la superioridad numérica y el armamento del EPRDF, lo que obligó a los soldados de la OLA a utilizar la guerra de guerrillas en lugar de las tácticas tradicionales. A finales de la década de 1990, la mayoría de los líderes del OLF habían escapado de Etiopía, y la tierra administrada originalmente por el OLF había sido confiscada por el gobierno etíope, encabezado por el EPRDF.

### 2000-2018
Después de la guerra entre Eritrea y Etiopía, el OLF trasladó su liderazgo y su sede a Eritrea. Al parecer, la OLA comenzó a recibir entrenamiento militar y armas del gobierno de Eritrea. El 25 de julio de 2000, OLF e IFLO firmaron un acuerdo de paz después de cinco días de negociaciones, poniendo así fin a 20 años de enfrentamientos entre facciones. En 2004, el grupo rebelde Frente de Patriotas de Unidad Etíope (EUPF), con sede en la región de Gambela, lanzó incursiones en Oromía con la ayuda de Eritrea. Sin embargo, estas redadas solo tuvieron un alcance limitado, ya que la EUPF no tenía apoyo popular entre la gente oromo, a pesar de tener algunos miembros oromos.
En 2006, la OLA en el sur de Oromía se retiró a Kenia en un intento de reagruparse. Ese mismo año, el general de brigada Kemel Gelchu del ejército etíope tomó a 100 de sus soldados y se unió al OLF en Eritrea. A pesar de haber ayudado inicialmente al OLF como líder de su ala militar, en 2008, el general Kemel Gelchu tomó el asunto en sus propias manos y anunció que el OLF depondría las armas y abandonaría su objetivo anterior de separarse de Oromía y en su lugar trabajaría como un partido político para democratizar Etiopía. Junto con este anuncio, ordenó a los soldados del OLF en el sur de Oromía que depongan las armas y se rindan al gobierno.
El 30 de mayo de 2015, varios medios de comunicación informaron de que la OLF había atacado una comisaría de policía federal en el lado etíope de la ciudad de Moyale y había matado a 12 soldados etíopes. Esto ocurrió semanas después de que las fuerzas etíopes cruzaran la frontera de Kenia y comenzaran a abusar de los habitantes de la ciudad de Sololo en busca de tropas del OLF. Posteriormente, estas fuerzas respondieron al ataque lanzando un ataque contra el hospital del distrito de Moyale y matando a un guardia.
Según Amnistía Internacional, en 2014 había una represión generalizada en la región de Oromía en Etiopía. El 19 de diciembre de 2015, la emisora alemana Deutsche Welle informó sobre protestas violentas en la región de Oromía en Etiopía en las que murieron más de 75 estudiantes. Según el informe, los estudiantes protestaban contra la expansión ilegal del gobierno del Plan Maestro de Adís Abeba 2014.
El 2 de octubre de 2016, entre 55 y 300 asistentes al festival fueron masacrados en el evento más sagrado y más grande entre los oromos, el festival cultural de acción de gracias de Irreecha. En solo un día, decenas de personas murieron y muchas más resultaron heridas en lo que pasará a la historia como uno de los días más oscuros para el pueblo oromo. Cada año, millones de oromos, el grupo étnico más grande de Etiopía, se reúnen en Bishoftu para esta celebración anual. Sin embargo, este año, el ambiente festivo se volvió caótico rápidamente después de que las fuerzas de seguridad etíopes respondieran a las protestas pacíficas disparando gases lacrimógenos y balas reales contra más de dos millones de personas rodeadas por un lago y acantilados. En la semana siguiente, jóvenes enojados atacaron edificios gubernamentales y negocios privados. El 8 de octubre, el gobierno respondió con un estado de emergencia abusivo y de gran alcance levantado en agosto de 2017. Durante el estado de emergencia, las fuerzas de seguridad detuvieron arbitrariamente a más de 21 000 personas.

### Insurgencia de la OLA (2018-presente)
En abril de 2018, la OLF hizo las paces con el gobierno etíope junto con varios otros grupos, incluido el Frente de Liberación Nacional de Ogaden y Ginbot 7. Con el liderazgo de la OLF acordó desarmar a sus soldados dentro de los 15 días posteriores a su llegada a Adís Abeba. Según el entonces líder del OLF, Ibsa Negewo, el OLF afirmó tener 1305 soldados en Eritrea y 4000 en el oeste y sur de Oromía. Los hombres estacionados en Eritrea acordaron desarmarse, pero la mayoría de los que Oromía se negó a hacerlo a pesar de los deseos de sus líderes. Uno de los líderes, Kumsa Diriba, también conocido como "Jaal Maro", no logró llegar a un acuerdo con el gobierno y después de tener una disputa con el OLF, se separó del OLF y formó OLF-Shene también conocido como el Ejército de Liberación de Oromo (OLA). Las fuerzas de seguridad prometieron aplastar al grupo en dos semanas, pero no lo han hecho. Durante los dos años siguientes, la OLA mató a 700 civiles en las zonas este y oeste de Guji, según Haaji Umar Nagessa, un "veterano luchador por la libertad y líder tribal", que fue asesinado por la OLA el 4 de abril de 2020.

#### 2021
En marzo de 2021, la 22° División de las Fuerzas de Defensa de Eritrea (EDF), ya presente en la región de Tigray durante la guerra de Tigray, estuvo presente en la región de Oromía para luchar contra la OLA, según Freedom Friday. La 22° División estaba dirigida por Haregot Furzun. La insurgencia de la OLA continuó durante gran parte de 2021. El 31 de octubre, la OLA tomó el control de Kamisee, al mismo tiempo que las Fuerzas de Defensa de Tigray tomaron el control de Kombolcha.